# Găgești
Găgești là một xã thuộc hạt Vaslui, România. Dân số thời điểm năm 2002 là 2264 người.